# Day of the Tentacle
Day of the Tentacle är ett äventyrsspel från 1993. Det designades av Tim Schafer och Dave Grossman och utvecklades och publicerades av LucasArts. Spelet använder sig av spelmotorn SCUMM. I CD-ROM-versionen av spelet används röstskådespelare.
Day of the Tentacle är en fristående uppföljare till Maniac Mansion (1987), spelet som introducerade SCUMM-motorn och därmed peka-och-klicka-äventyrsgenren. Ett av Day of the Tentacles kännetecken, att man skiftar fram och tillbaka mellan de tre huvudpersonerna för att kunna lösa problem, användes redan i Maniac Mansion. År 2016 utgav Tim Schafer-ledda Double Fine Productions en remastrad version av spelet.

## Karaktärer
Spelaren styr de tre huvudpersonerna:
- Bernard - En arketypisk nörd, komplett med tjocka, svarta glasögonbågar. Den enda huvudpersonen som är kvar från Maniac Mansion.
- Laverne - En flummig läkarstudent som inte riktigt har så bra känsla för liv.
- Hoagie - Heavy metal-musikern med en svaghet för dramatiska scenshower.

I det övriga persongalleriet finns bland andra:
- Purple Tentacle – En högintelligent, purpurfärgad tentakel som vill ta över världen.
- Green Tentacle – Purples snällare, gröna bror. Han spelar i bandet Wrap on the Forehead.
- Dr. Fred – En galen uppfinnare som bland annat har "uppfunnit" de båda tentaklerna.
- George Washington, Thomas Jefferson och John Hancock – Tre män som samlats för att skriva ihop den amerikanska konstitutionen.
- Benjamin Franklin – En uppfinnare som arbetar med sin drake.
- Cousin Ted – En fåordig mumie.

## Handling
Bakom ett sjaskigt motell dricker Purple Tentacle giftigt avfall varpå han fylls av lusten att ta över världen samt utvecklar armar. Green Tentacle skickar genast ett expressbrev till Bernard och ber honom att stoppa Purples ondskefulla planer. Bernard tar med sig sina två rumskamrater och beger sig genast iväg till samma motell som han besökte i förra spelet. Motellets ägare, den galne uppfinnaren Dr. Fred, förklarar att det enda sättet att stoppa det hela är att hindra tentakeln från att dricka avfallet – igår. Doktorns senaste uppfinning, tidsmaskinen Chron-O-John, används för att skicka Bernard och hans två vänner tillbaka i tiden men tidsresan misslyckas eftersom Dr. Fred av kostnadsskäl använt en falsk diamant i konstruktionen. Bernard återvänder till nutiden men hans vänner har inte samma tur. Hoagie hamnar 200 år tillbaka i tiden där USA håller på att bildas och elektricitet fortfarande är på konceptstadiet. Laverne hamnar 200 år in i framtiden där Purple Tentacles planer gått i lås och totalt ändrat mänsklighetens villkor. Genom att samarbeta över tidsgapet mellan dem måste de tre vännerna ta sig hem och stoppa Purple Tentacle.

## Titeln
Namnet Day of the Tentacle är troligen en referens till den brittiska science fiction-författaren John Wyndhams bok The Day of the Triffids (1951), där en fiktiv art köttätande växter (Triffids) bestämmer sig för att ta över världen.

## Påskägg
Man kan spela Maniac Mansion på en dator i spelet.